# Odontoseries chimantana
Odontoseries chimantana är en bladmossart som beskrevs av Fulford. Odontoseries chimantana ingår i släktet Odontoseries och familjen Lepidoziaceae.
Artens utbredningsområde är Venezuela. Inga underarter finns listade i Catalogue of Life.